# Mansfield Center (Massachusetts)
Mansfield Center es un lugar designado por el censo ubicado en el condado de Bristol en el estado estadounidense de Massachusetts. En el Censo de 2010 tenía una población de 7.360 habitantes y una densidad poblacional de 1.008,41 personas por km².

## Geografía
Mansfield Center se encuentra ubicado en las coordenadas 42°1′19″N 71°13′4″O / 42.02194, -71.21778. Según la Oficina del Censo de los Estados Unidos, Mansfield Center tiene una superficie total de 7.3 km², de la cual 7.14 km² corresponden a tierra firme y (2.24%) 0.16 km² es agua.

## Demografía
Según el censo de 2010, había 7.360 personas residiendo en Mansfield Center. La densidad de población era de 1.008,41 hab./km². De los 7.360 habitantes, Mansfield Center estaba compuesto por el 92.6% blancos, el 2.61% eran afroamericanos, el 0.14% eran amerindios, el 2.81% eran asiáticos, el 0% eran isleños del Pacífico, el 0.64% eran de otras razas y el 1.21% pertenecían a dos o más razas. Del total de la población el 2.11% eran hispanos o latinos de cualquier raza.